# USS Zumwalt (DDG-1000)
El USS Zumwalt (DDG-1000) es un destructor de misiles guiados de la Armada de los Estados Unidos. Es el buque líder de la clase Zumwalt y el primero que recibe el nombre del almirante Elmo Zumwalt. El navío tiene capacidades furtivas y a pesar de su enorme tamaño tiene una sección radar equivalente a la de un pequeño barco de pesca. El 7 de diciembre de 2015, el buque comenzó sus pruebas de mar para unirse a la flota estadounidense. Fue asignado el 15 de octubre de 2016, su puerto base se encuentra en San Diego, California.

## Designación

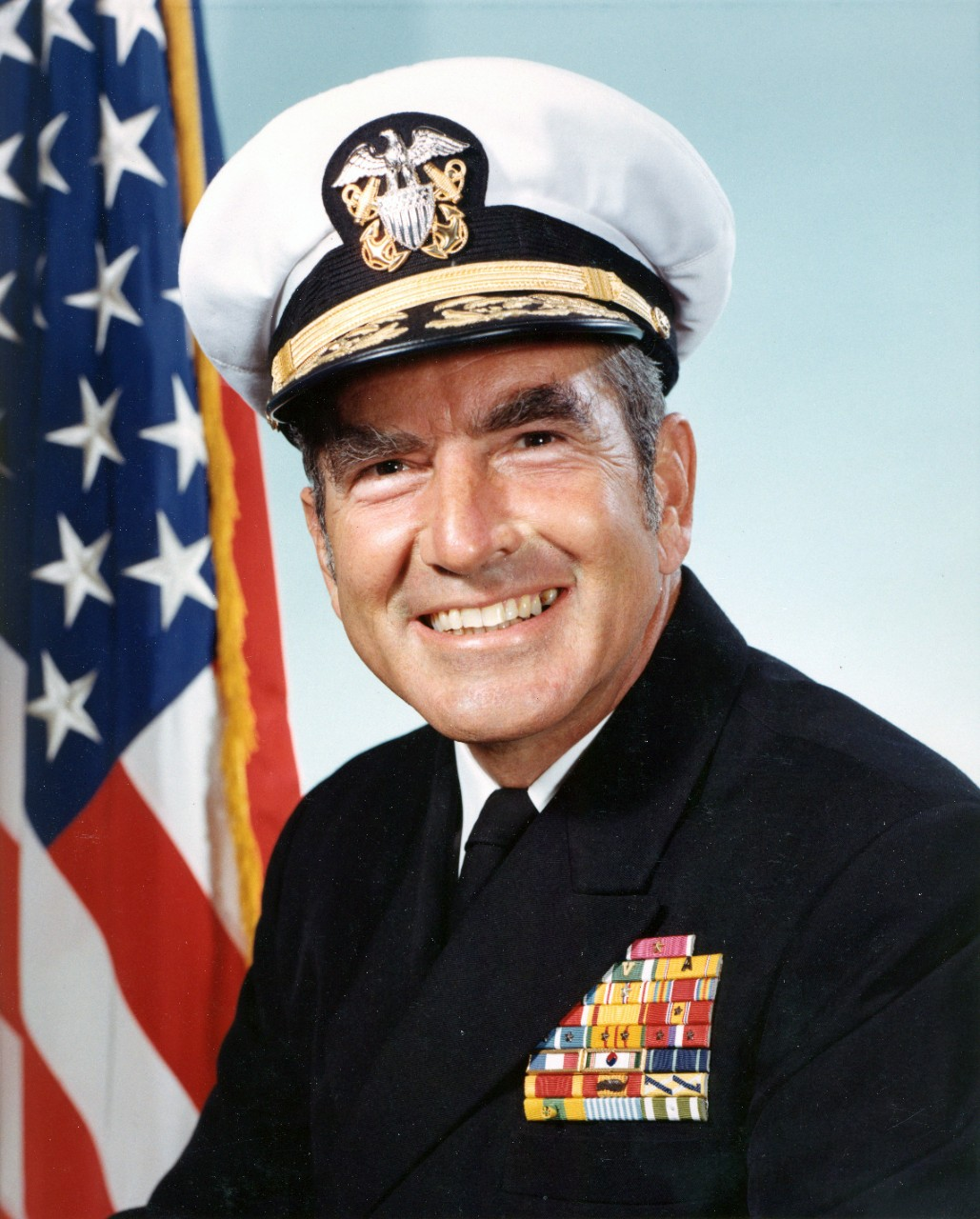
Almirante Elmo Zumwalt

El Zumwalt recibe su nombre de Elmo Russell Zumwalt, Jr., almirante de la armada de los Estados Unidos y el hombre más joven en ser Jefe de operaciones navales, gracias a lo cual jugó un papel destacado durante la guerra de Vietnam. Veterano con numerosos reconocimientos, Zumwalt reformó las políticas del personal de la armada con la finalidad de mejorar la vida durante el servicio y aliviar las tensiones raciales. Al retirarse de la armada tras 32 años de servicio, Zumwalt inició una infructuosa campaña para formar parte del Senado de los Estados Unidos.
El número de casco del destructor es DDG-1000, con lo que rompe con la secuencia numérica de los destructores de misiles guiados de la marina norteamericana, el anterior de los cuales es el DDG-119 —USS Delbert D. Black, actualmente el más reciente miembro de la clase Arleigh Burke—, al tiempo que da continuidad a la serie de los anteriores destructores que se abandonó con el último de la clase Spruance, el USS Hayler. El ciclo de producción de la clase Zumwalt está limitado en un principio a tres unidades porque está previsto comenzar una tercera serie de destructores de la clase Arleigh Burke.

## Construcción
Muchas de las características del buque se desarrollaron originalmente para el programa DD21 (Destructor del siglo XXI). En el año 2001 el Congreso de los Estados Unidos recortó a la mitad este programa como parte de otro desarrollo, el SC-21. Para salvarlo, el programa de adquisición de este nuevo buque fue renombrado DD(X) y en gran parte rehecho. La asignación inicial de fondos para el DDG-1000 se incluyó en la Ley de Autorización de Defensa Nacional de 2007.

El 14 de febrero de 2008 se adjudicó a General Dynamics un contrato por valor de 1400 millones de USD para construir el destructor Zumwalt en los astilleros Bath Iron Works en Bath, Maine. Los trabajos a gran escala en la nave comenzaron oficialmente el 11 de febrero de 2009. A partir de julio de 2008, el calendario de construcción preveía que General Dynamics entregara el buque en abril de 2013 y que en marzo de 2015 ya contara con capacidad operativa plena. Sin embargo, en 2012 el final de los trabajos y entrega de la nave se preveía para el año fiscal de 2014.
La primera sección del casco se puso en grada en el astillero Bath Iron Works el 17 de noviembre de 2011, una fecha para la que ya estaba completo el 60% del buque. La ceremonia de bautizo estaba programada para el 19 de octubre de 2013, pero fue cancelada debido al cierre del Gobierno de los Estados Unidos de ese año. A pesar de todo, la botadura del Zumwalt tuvo lugar en Bath el 29 de octubre de 2013. Comenzó sus pruebas de mar el 8 de diciembre de 2015.
El destructor zarpó el 7 de diciembre de 2015 para llevar a cabo unas pruebas de mar que permitan a la armada y a los contratistas operar la nave bajo condiciones rigurosas que determinen si el destructor está listo para unirse a la flota como un buque de guerra plenamente operativo.

## Historial operativo

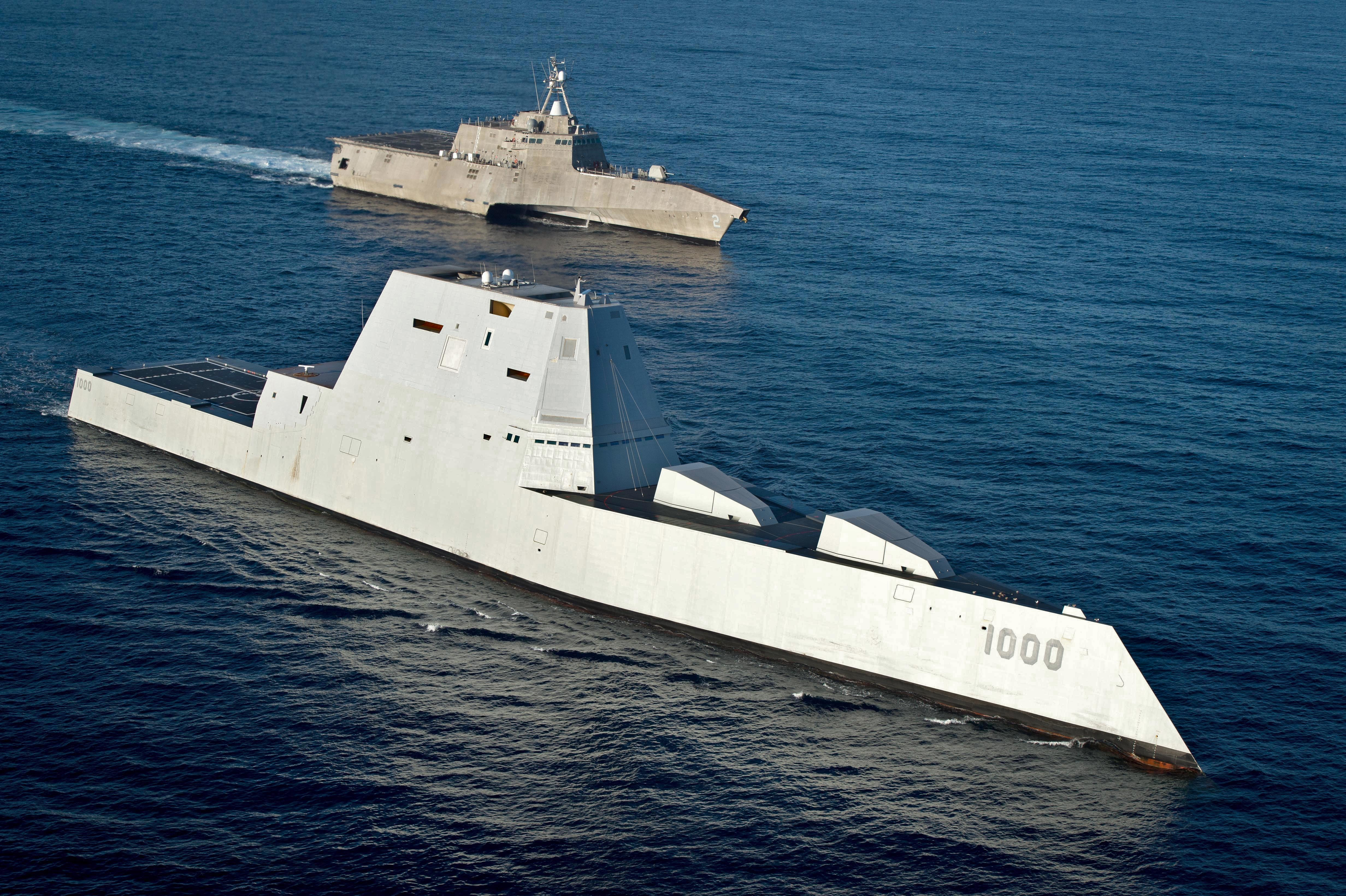
El destructor de misiles guiados USS Zumwalt (DDG 1000) navegando junto con el buque de combate litoral USS Independence (LCS 2) en el año 2016

La Marina de los EE. UU. alistó al USS Zumwalt el 15 de octubre de 2016 en Baltimore, durante la Semana de la flota. El 21 de noviembre de 2016 sufrió una avería que lo dejó sin propulsión mientras navegaba por el Canal de Panamá tras su visita a Cartagena de Indias (Colombia), lo que provocó que tuviera que ser remolcado hasta un puerto cercano para ser reparado. El agua se había introducido en dos de los cuatro cojinetes que conectan los motores de inducción avanzados de babor y estribor de Zumwalt a los ejes de transmisión. Ambos ejes de transmisión fallaron y Zumwalt golpeó las paredes de la esclusa en el canal, causando daños cosméticos menores.
En abril de 2019, Zumwalt partió de San Diego para un primer despliegue operativo en el Pacífico desde la disponibilidad del astillero realizada en 2017 y 2018. Esta patrulla incluyó una visita a Ketchikan, Alaska, durante la cual los equipos de vigilancia del USS Zumwalt tuvieron la oportunidad de realizar pruebas de estabilidad en mares tormentosos (Sea State 6), y Pearl Harbor, lo que marca la primera visita de un destructor de clase Zumwalt a Hawái. La Armada aceptó la entrega en abril de 2020, preparándose para más pruebas en el mar.
En septiembre de 2022, el USS Zumwalt hizo su primera escala en Guam durante el viaje más largo desde que se puso en servicio el barco.